# Pistola de dardo cativo
Uma pistola de dardo cativo é um instrumento utilizado para o atordoamento de animais antes do seu abate.